# Porto di Corigliano Calabro
Il porto di Corigliano Calabro (in sigla CGC) è l'unico porto peschereccio-commerciale dell'alto Ionio cosentino. È situato in posizione centrale nel Golfo di Corigliano che fa parte del più ampio Golfo di Taranto.
Il porto di Corigliano, situato nel territorio del comune di Corigliano-Rossano, nella frazione Schiavonea, è una grande struttura, dedicata soprattutto all'attività peschereccia e commerciale. Sono previsti ampi sbocchi verso una sua evoluzione anche come porto turistico.
Tecnicamente è un porto di II classe, con due darsene. La superficie del bacino portuale è di 1,3 milioni metri quadrati, l'estensione complessiva dei piazzali del porto è di 270.000 m² con una profondità del fondale che raggiunge i 12 m. 
L'attività principale è la pesca messa in opera da una flotta che conta circa 150 tra pescherecci ed imbarcazioni dedite alla pesca artigianale. Il porto è anche sede di un mercato ittico tra i più importanti del meridione.

## Galleria d'immagini

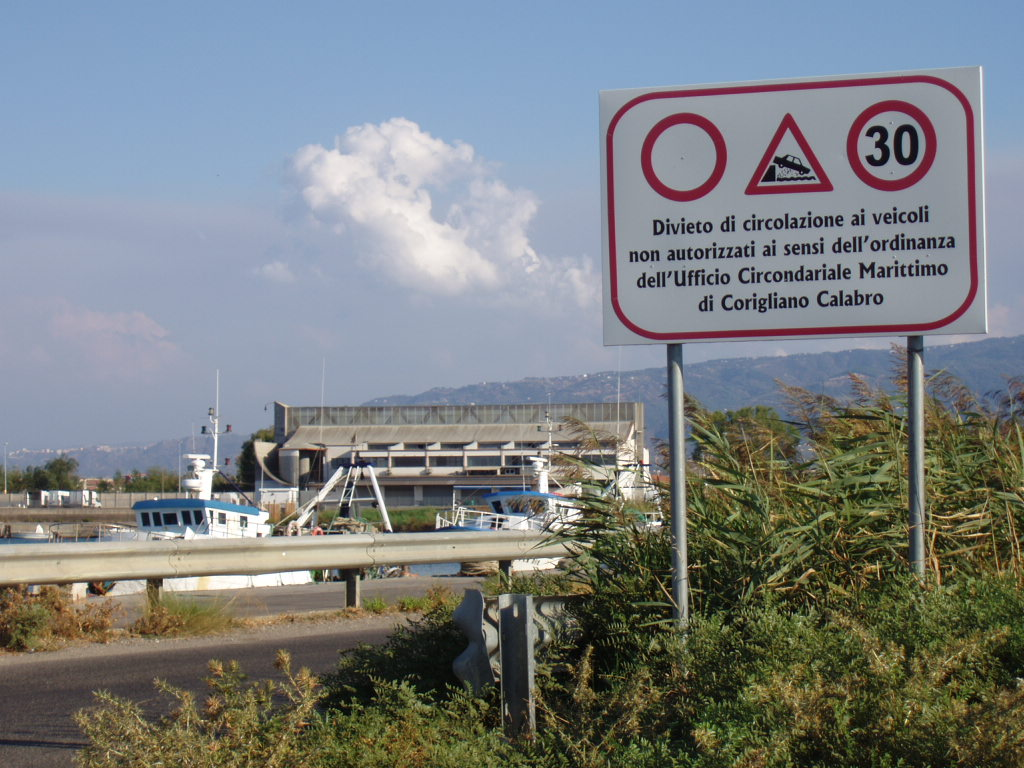
Vista sul mercato ittico
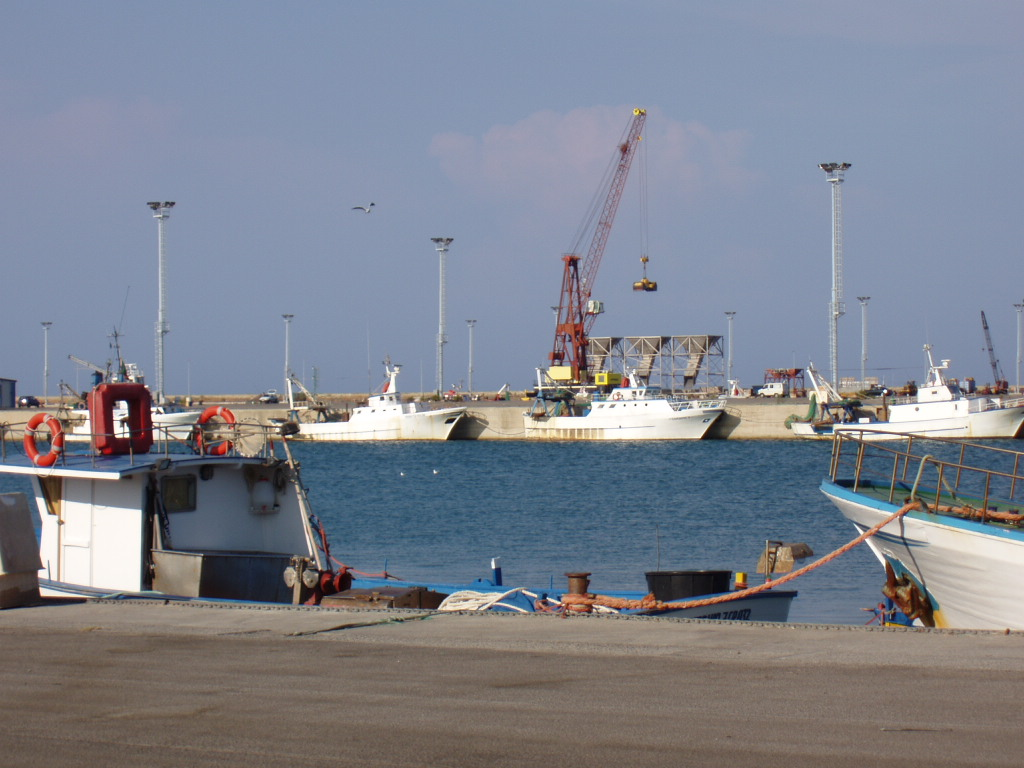
Imbarcazioni